# Corsiaceae
Corsiaceae — родина однодольних квіткових рослин. Система APG II (2003) розглядає родину в порядку Liliales, у кладі однодольних. Це невелика зміна в порівнянні з системою APG 1998 року, яка залишила родину без порядку, але призначила його також для однодольних.
Родина зазвичай включає три роди, Corsia, Corsiopsis, Arachnitis із загалом 27 відомих видів. Оскільки члени цієї родини є ахлорофільними неавтотрофними травами (тобто вони не зелені та не фотосинтезують), їх іноді включали до родини Burmanniaceae, яка, однак, згідно з APG II, навіть не в тому самому порядку. Corsiopsis, як і Arachnitis, монотипний рід, був описаний нещодавно.

## Виноски
1. ↑  Angiosperm Phylogeny Group (2009). An update of the Angiosperm Phylogeny Group classification for the orders and families of flowering plants: APG III. Botanical Journal of the Linnean Society. 161 (2): 105—121. doi:10.1111/j.1095-8339.2009.00996.x. Архів оригіналу (PDF) за 25 травня 2017. Процитовано 26 червня 2013. [Архівовано 2017-05-25 у wayback.archive-it.org]
2. ↑  Christenhusz, M. J. M.; Byng, J. W. (2016). The number of known plants species in the world and its annual increase. Phytotaxa. 261 (3): 201—217. doi:10.11646/phytotaxa.261.3.1.